# КрАЗ-219
КрАЗ-219 (англ. KrAZ-219) — вантажний автомобіль підвищеної прохідності з колісною формулою 6×4. Призначений для перевезення вантажів і буксирування причепів масою до 50 тонн.

## Історія
Автомобіль був створений у 1958 році на Ярославському автомобільному заводі (ЯАЗ), де і виготовлявся з 1958 до 1959 року під назвою ЯАЗ-219. Потім виробництво було передано на Кременчуцький автомобільний завод (КрАЗ), де КрАЗ-219 виготовлявся аж до 1963 року, коли його змінив модернізований КрАЗ-219Б, який відрізнявся наявністю бортової мережі на 24 вольта і модернізованою підвіскою. Дана модифікація випускалася до 1965 року. На конвеєрі КрАЗу її змінив КрАЗ-257Б.

## Технічні характеристики
Автомобіль комплектувався рядним двохтактним 6-циліндровим дизельним двигуном ЯАЗ-М206І об'ємом 6,927 л, потужністю 180 к.с. при 2000 об/хв, крутним моментом 705 Нм при 1000 об/хв і 5-ти ступінчастою механічною КПП, у якій пізніше з'явилися синхронізатори на кожну передачу переднього ходу.

## Модифікації
- КрАЗ-219/ЯАЗ-219 — базовий вантажний автомобіль з колісною формулою 4×6, виготовлявся з 1958 по 1963 рр.
- КрАЗ-219Б — модернізована версія КрАЗ-219 з модернізованою підвіскою і наявністю бортової мережі на 24 вольта, виготовлявся з 1963 по 1965 рр.